# Ricanula bitaeniata
Ricanula bitaeniata är en insektsart som först beskrevs av Schmidt 1905.  Ricanula bitaeniata ingår i släktet Ricanula och familjen Ricaniidae. Inga underarter finns listade i Catalogue of Life.